# Mjolnir (fumetto)
(Le parole incise su Mjolnir)

Mjolnir, in primo piano, impugnato da Thor (a sinistra) e Beta Ray Bill (a destra)

Mjolnir è un oggetto immaginario dei fumetti Marvel Comics comparso per la prima volta in Journey into Mystery (Vol. 1) n. 83 (agosto 1962).
Ispirato all'omonimo martello del Dio del Tuono della mitologia norrena, Mjolnir è l'arma caratteristica del supereroe Thor, nonché uno degli artefatti più potenti di Asgard e dell'intero universo Marvel; nella sua versione principale (quella di Terra 616) è rappresentato come un grosso martello da guerra a forma di parallelepipedo rettangolo grigio con l'impugnatura corta, avvolta in lacci di cuoio marrone e culminante in un cordino circolare. Oltre a conferire immensi poteri a chi lo impugna, Mjolnir è virtualmente indistruttibile, può venire brandito solo da coloro che ne sono ritenuti degni ed è in grado di tornare sempre in mano del suo possessore.
In inglese il nome del martello, "Mjöllnir" (pron. mmyol'-niir), traducibile dal norreno antico come "Frantumatore", è stato anglicizzato in "Mjolnir" per facilitare le operazioni di lettering e la lettura; soluzione che è stata adottata anche dai traduttori in lingua italiana.

## Storia
La creazione di Mjolnir è stata ordinata da Odino circa 65 milioni di anni prima dell'era moderna; al fine di realizzarlo nell'indistruttibile uru, minerale asgardiano con caratteristiche intermedie tra la roccia e il metallo dotato della capacità di assorbire energia e magia, viene commissionato a Eitri, Brokk e Buri, i migliori nani fabbroferrai di Nidavellir, uniche creature in tutti i Nove Mondi a conoscere i luoghi e gli incantesimi specifici indispensabili per lavorare il suddetto materiale. Mjolnir viene dunque forgiato all'interno del nucleo di una stella morente e le energie rilasciate durante la sua lavorazione provocano sia la distruzione del corpo celeste che l'estinzione dei dinosauri sebbene esista una leggenda asgardiana secondo la quale il martello sia l'ultimo dei tre tesori (dopo il vello d'oro Gullinbursti e l'anello magico Draupnir) realizzato dai tre nani per vincere una scommessa fatta con Loki il quale, pur di non perdere, si sarebbe trasformato in una zanzara pungendo Eitri sul naso e costringendolo a staccare le mani dal mantice della fornace per un istante ottenendo come risultato che, a lavoro ultimato, il manico del martello fosse assai più corto del dovuto e, dunque, maneggiabile solo con una mano.
A prescindere da quale sia la verità sulle sue origini, Mjolnir è considerato il più prezioso tesoro asgardiano e lo stesso Odino se ne è servito durante la guerra a Jotunheim per uccidere il re dei Giganti di Ghiaccio Laufey decretando in seguito che un'arma di tale potenza dovrebbe essere brandita solo da qualcuno veramente degno e benedicendolo dunque con un incantesimo che impedisce di sollevarlo a chiunque non lo sia. Secoli dopo, superata una serie di ardue prove, il primo a riuscire a impugnare il martello dimostrandosene degno è proprio il figlio di Odino, Thor. Da allora, Mjolnir diviene l'arma distintiva del Dio del Tuono e, sul suo lato, compare la caratteristica incisione.
Quando Thor viene esiliato sulla Terra nei panni del gracile, mite e zoppo dottor Donald Blake per imparare il valore dell'umiltà Odino lancia sul martello altri cinque incantesimi oltre a quello che lo rende impugnabile solo da chi ne è degno; ovvero che: sarebbe tornato sempre in mano al suo possessore, avrebbe concesso a chi lo brandisce il controllo sui fenomeni atmosferici, avrebbe reso capace il suo proprietario di viaggiare nello spazio, nel tempo e nelle dimensioni, se non fosse rimasto sempre a contatto fisico con Thor dopo soli sessanta secondi questi sarebbe ritornato alla sua forma umana e che avrebbe conferito la capacità di volare.
Diversi anni dopo il Dio del Tuono conosce l'alieno korbinita Beta Ray Bill che, dopo qualche iniziale dissapore, diventa un prezioso alleato del regno di Asgard dimostrandosi a sua volta capace di impugnare Mjolnir e ricevendo perciò in dono da Odino il martello Stormbreaker su cui viene trasferito l'incantesimo della trasformazione cancellando Donald Blake dall'esistenza, cosa che porta Thor ad assumere un'altra identità segreta, prima camuffandosi da mortale col nome di Sigurd Jarlson e poi unendo la sua forza vitale con quella del paramedico Jake Olson, accidentalmente morto in uno scontro tra Thor e il Distruttore, finché, dopo Ragnarǫk Thor rimane sospeso nel vuoto in una sorta di ibernazione mentre Mjolnir attraversa le dimensioni e precipita sulla Terra finendo in mano al rinato Donald Blake di modo che questi si riunisca al Dio del Tuono permettendone il ritorno. Successivamente, in seguito a una battaglia col resuscitato nonno di Thor, Bor, il martello viene danneggiato e, per ripararlo, l'eroe asgardiano chiede aiuto al Dottor Strange che riesce nell'impresa infondendo nell'arma l'anima del guerriero ma ottenendo come effetto collaterale che, se Mjolnir si rompesse nuovamente, Thor morirebbe.
Dopo il misterioso omicidio di Uatu l'Osservatore Thor aiuta i Vendicatori a investigare scoprendo che il colpevole è Nick Fury il quale, nel corso dello scontro finale, gli sussurra all'orecchio un segreto che lo rende indegno di brandire Mjolnir. Il martello viene in seguito sollevato da una misteriosa figura femminile (Jane Foster) che diviene dunque la nuova Thor, cambiando il testo dell'incisione in "se ne sarà degna".

## Branditori
Nell'universo Marvel classico (Terra 616), oltre a Thor, gli individui che si sono dimostrati degni di sollevare Mjolnir sono:
- Odino[3]
- Beta Ray Bill[22]
- Eric Masterson[23]
- Roger “Red” Norvell[24]
- Jane Foster[20]
- Bor[25]
- Buri/Tiwaz[26]
- Capitan America (Steve Rogers)[27]

Nell'Universo Terra-8710, Dargo Ktor è in grado di brandire il Mjolnir. Nel film Avengers: Age of Ultron del Marvel Cinematic Universe, Visione si dimostra degno di brandire il Mjolnir. Nei crossover Marvel contro DC e Vendicatori/JLA, due rappresentanti dell'Universo DC si dimostrano degni di brandire il Mjolnir, e sono Wonder Woman durante Marvel contro DC e Superman durante lo scontro Vendicatori/JLA. Da notare come il magico martello, dopo la fine della battaglia, sia risultato impossibile da sollevare persino per l'Uomo d'Acciaio.

### Imitazioni
Nel corso degli anni sono inoltre state create numerose imitazioni di Mjolnir tra cui il martello Stormbreaker e la mazza Thunderstrike, rispettivamente realizzate per Beta Ray Bill e Eric Masterson; mentre Loki ha creato il martello Stormcaster per controllare Tempesta, una copia di Mjolnir per il "mercenario chiacchierone" Deadpool al fine di indispettire Thor e innumerevoli altri martelli magici realizzati dallo stampo dell'originale grazie ai quali armare le truppe di Surtur e dare inizio a Ragnarǫk. Sono state inoltre costruite due versioni tecnologiche di Mjolnir: una dagli scienziati dell'Hydra per equipaggiare il loro clone del Dio del Tuono, Hammer, e l'altra da Reed Richards e Tony Stark per il loro clone-cyborg, Ragnarok. Una versione miniaturizzata del martello creata da una scheggia dell'originale e chiamata Frogjolnir è in possesso del membro dei Pet Avengers Throg.

## Poteri e abilità
Descritto come sufficientemente potente da poter "distruggere montagne" con un singolo impatto, Mjolnir è in grado di incrinare l'adamantio primario e ammaccare il vibranio, generare vortici o campi di forza capaci di contenere esplosioni di potenza tale da distruggere un'intera galassia, emettere scariche di energia mistica, controllare l'elettromagnetismo, manipolare la materia e generare svariati tipi di raggi di energia ad alto potenziale termico (Thermo-Blast), sprigionate attingendo dalla forza gravitazionale di un pianeta (Geo-Blast), respingendo altre forme energetiche (Anti-Force), o alimentandole con l'energia vitale di chi la impugna (God Blast). Il martello ritorna sempre in mano a chi lo ha lanciato nel giro di pochi istanti a prescindere dalla forza che tenti di trattenerlo e dalla distanza spaziale o dimensionale che lo separa dal suo proprietario mentre, qualora lasciato cadere al suolo, crea una piccola conca e diviene fondamentalmente inamovibile per chiunque non sia ritenuto degno; Mjolnir è quasi completamente indistruttibile, può creare particelle di antimateria, assorbire energia di qualsiasi tipo in quantità pressoché illimitata e, se fatto roteare rapidamente, generare raffiche di vento forti a sufficienza da sollevare il Taj Mahal o smuovere il Monumento a Washington.
Altre capacità meno note di Mjolnir sono localizzare individui o oggetti mistici, disperdere le illusioni (anche se create da esseri del calibro di Mefisto), conferire limitate capacità elettrocinetiche agli esseri umani, proiettare immagini, incanalare un tale quantitativo di energia da alimentare tre vascelli da guerra atlantidei e prosciugare lo scudo deflettore del Fenomeno. In qualità di antica reliquia religiosa Mjolnir è inoltre letale per i non morti e il solo toccarlo può ridurre in cenere i vampiri.
Inizialmente Mjolnir conferiva a Thor la capacità di trasformarsi nel suo alter ego mortale Donald Blake e viceversa semplicemente battendone a terra la parte inferiore, ma dopo che Odino crea un martello incantato per Beta Ray Bill, Stormbreaker, tale capacità viene trasferita nel suddetto e rimossa da Mjolnir per diversi anni per poi tornarvi misteriosamente attiva nel momento in cui a brandirlo è Jane Foster; sebbene nel suo caso la trasformazione risulti deleteria poiché, purgando il suo organismo da ogni sorta di radiazioni, annulla le chemioterapie favorendo indirettamente l'avanzamento del suo cancro.
Nel corso della sua vita editoriale Mjolnir è stato distrutto e ricostruito in sei differenti occasioni: quando il Distruttore lo fonde con un raggio d'energia, quando Molecola lo scioglie grazie ai suoi poteri, dopo aver tentato invano di contenere l'energia del Celestiale Exitar, Lo sterminatore, nel momento in cui il Dio Oscuro Perrikus lo taglia a metà con la sua falce, andando a collidere con le armi in uru di Ulik, Fenris e Hyrm, e infine, durante uno scontro con Bor, il nonno di Thor.

## Altre versioni

### Futuro imperfetto
Nella realtà di Futuro imperfetto, dove una versione deviata di Hulk nota come "Il Maestro" ha conquistato il mondo, Mjolnir è una delle molte reliquie dei Vendicatori custodite dall'anziano Rick Jones e, in seguito alla morte di Thor, nessuno è più stato in grado di impugnarlo sebbene, in una realtà alternativa simile, lo stesso Rick sia divenuto degno di impugnare Mjolnir.

### Ultimate

Ultimate Thor impugna il suo martello, disegni di Bryan Hitch

Nell'universo Ultimate Mjolnir appare inizialmente come una singolare arma metà ascia e metà maglio dal manico estremamente più lungo, utilizzabile con entrambe le mani e difficile da sollevare sebbene nella saga Potere Supremo Hyperion riesca a impugnarla utilizzandola contro lo stesso Thor e altrettanto faccia poi Magneto in Ultimate War grazie al potere esercitato sui metalli; tale arma non presenta infatti origini divine o mistiche essendo stata realizzata dall'Iniziativa di Difesa Europea (risposta dell'Unione europea agli Ultimates) e successivamente trafugata da Thor ritenuto un pazzo ossessionato dai miti nordici.
Quando però, a seguito di uno scontro con Loki, Asgard viene ripristinata dando finalmente prova delle origini divine di Thor quest'ultimo recupera i suoi poteri asgardiani ed un aspetto più simile alla controparte classica iniziando ad impugnare un martello magico a manico corto e dalla forma squadrata che, tuttavia, viene perduto nel momento in cui i Figli del Domani di Reed Richards uccidono nuovamente tutti gli asgardiani radendo al suolo la città, rendendo Thor mortale e costringendolo a tornare a servirsi di un assetto di poteri tecnologici.

## Altri media

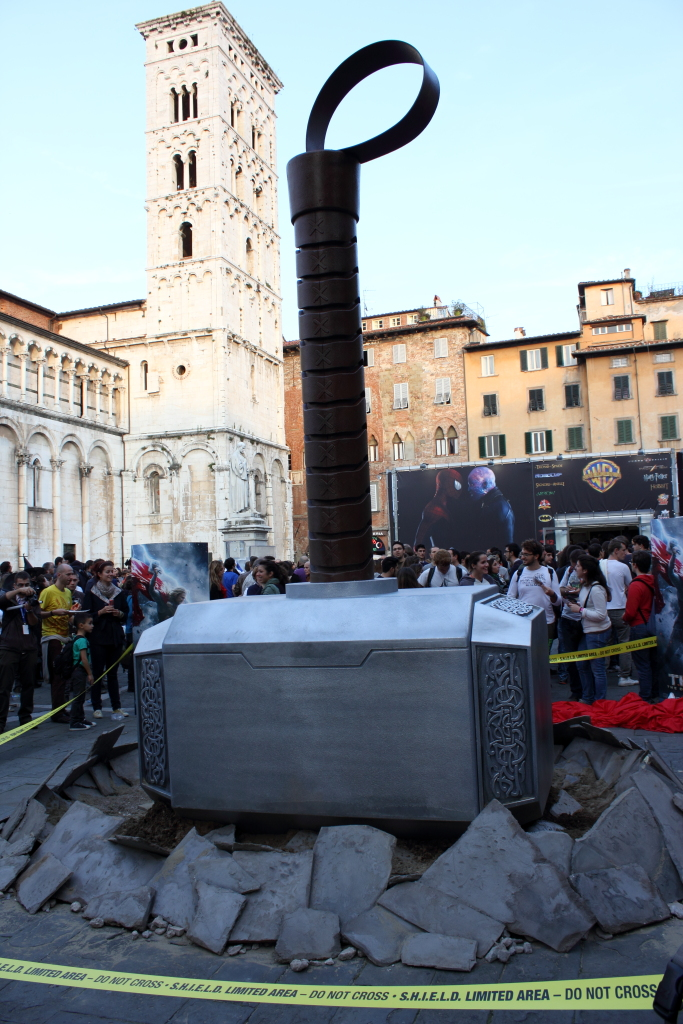
Riproduzione di Mjolnir al Lucca Comics & Games 2013

### Marvel Cinematic Universe
Nel franchise del Marvel Cinematic Universe, Mjolnir è un elemento ricorrente e, oltre a Thor e Odino, solo altri due individui sono degni di impugnarlo: Visione e Captain America, quest'ultimo solo nello scontro con Thanos.
- In Iron Man 2 (2010) il mistico martello compare in una scena dopo i titoli di coda dove l'agente dello S.H.I.E.L.D. Phil Coulson lo ritrova al centro di una conca in Nuovo Messico.
- In Thor (2011) Mjolnir compare in qualità di fidata arma del protagonista.
- In The Avengers (2012) nel corso di un conflitto tra Hulk e Thor, viene mostrato come nemmeno il potentissimo mostro verde riesca a sollevarlo.
- In Thor: The Dark World (2013) appare nuovamente come arma del Dio del Tuono.
- In Avengers: Age of Ultron (2015) Mjolnir ha un ruolo fondamentale nella creazione di Visione che, successivamente, se ne serve assieme a Thor per affrontare Ultron. In una scena precedente, a una festa, Thor sfida gli altri Avengers a tentare di sollevarlo, e si può notare come Rogers riesca lievemente a smuoverlo.
- In Thor: Ragnarok Mjolnir viene ancora impugnato da Thor e successivamente distrutto da sua sorella Hela. Attraverso gli affreschi presenti nella sala del trono si scopre che anche la stessa Hela ne fece uso.
- In Avengers: Infinity War Thor si reca sul pianeta Nidavellir per ottenere un'arma in grado di contrastare Thanos, sostenendo con i Guardiani della Galassia che lo stesso Mjolnir fosse stato forgiato lì; il nano Eitri costruisce col suo aiuto l'ascia Stormbreaker, che porta il nome dell'arma di Beta Ray Bill ma somiglia a quella di Thor dell'universo Ultimate.
- In Avengers: Endgame Thor rientra in possesso di Mjolnir attraverso un viaggio nel passato. Durante la battaglia contro Thanos, viene mostrato che anche Captain America è in grado di sollevarlo. Alla fine Cap viene incaricato da Thor di riportarlo nell'epoca giusta.
- In Thor: Love and Thunder Mjolnir si ricompone alla presenza di Jane Foster, memore della promessa fatta a Thor che gli chiese di proteggere la scienziata di cui era innamorato.

### Cinema
- La versione Ultimate di Mjolnir compare nel film d'animazione Ultimate Avengers e nel suo sequel Ultimate Avengers 2.
- Mjolnir appare nel film d'animazione Hulk Vs. e ha un breve cameo in Planet Hulk.
- Il martello compare nel finale del film animato Thor: Tales of Asgard, incentrato sulla gioventù del Dio del Tuono.
- Mjolnir appare impugnato da Thor nell'anime direct-to-video del 2014 Avengers Confidential: La Vedova Nera & Punisher.

### Televisione
- Mjolnir affianca Thor in ogni serie animata in cui è comparso il personaggioː The Marvel Super Heroes (1966), in cui è chiamato "Martello Uru" ("Uru Hammer" in originale[75]), L'Uomo Ragno e i suoi fantastici amici (1981), L'Uomo Ragno (1982), I Fantastici Quattro (1994-1996), L'incredibile Hulk (1996), Super Hero Squad Show (2009-2011), Avengers - I più potenti eroi della Terra (2010-2013), Ultimate Spider-Man (2012), LEGO Marvel Super Heroes: Maximum Overload (2013), Avengers Assemble (2013-presente), Hulk e gli agenti S.M.A.S.H. (2013), Phineas and Ferb: Missione Marvel (2013), Disk Wars: Avengers (2014-2015) e LEGO Marvel Super Heroes: Avengers Reassembled (2015).
- Nel film TV La rivincita dell'incredibile Hulk (1988), Mjolnir viene rinvenuto in una caverna in Norvegia dal dottor Donald Blake che, dopo averlo afferrato, viene posseduto dallo spirito di un dio vichingoː Thor[76].
- Nonostante Thor non sia presente nella serie, Mjolnir ha un cameo nel trentunesimo episodio de Insuperabili X-Men[77].

### Videogiochi
Mjolnir compare in tutti i videogiochi in cui è presente Thor:
- Avengers in Galactic Storm (1995)
- Marvel Super Heroes (1995)
- Marvel vs. Capcom: Clash of Super Heroes (1998)
- Marvel: La Grande Alleanza (2006)
- Marvel: La Grande Alleanza 2 (2009)
- Marvel Super Hero Squad (2009)
- Marvel Super Hero Squad: The Infinity Gauntlet (2010)
- Marvel vs. Capcom 3: Fate of Two Worlds (2011)
- Ultimate Marvel vs. Capcom 3 (2011)
- Thor - Il dio del tuono (2011)
- Marvel Super Hero Squad Online (2011)
- Marvel Super Hero Squad: Comic Combat (2011)
- LittleBigPlanet (2011)
- Marvel: Avengers Alliance (2012)
- Marvel Avengers: Battle for Earth (2012)
- Marvel Heroes (2013)
- LEGO Marvel Super Heroes (2013)
- Marvel: Avengers Alliance Tactics (2014)
- Disney Infinity: Marvel Super Heroes (2014)
- Disney Infinity 3.0 (2015)
- Marvel Future Fight (2015)
- Marvel Avengers Academy (2016)
- LEGO Marvel's Avengers (2016)
- LEGO Marvel Super Heroes 2 (2017)
- Marvel vs. Capcom: Infinite (2017)
- Marvel: La Grande Alleanza 3: L'Ordine Nero (2019)
- Marvel's Avengers (2020)
- Fortnite (stagione 4 2020)
- Marvel Rivals (2024)